# Mia Žnidarič
Mia (Mirjana) Žnidarič Klink, slovenska pevka jazz glasbe, * 9. december 1962
V 90-ih letih je postala najpopularnejša pevka jazza v Sloveniji. K temu je pripomogla njena glasba v slovenskem filmskem hitu Babica gre na jug. Njene bolj znane pesmi so A si ti, al' nisi ti (1993), Mala terasa (z Matjažem Šemrovom in Magnificovo skupino U'redu) in Dan je drugačen (1999).
Je altistka. S petjem se resno ukvarja od leta 1989. Njene pesmi so tako v slovenščini, kot v angleščini.
Med pisci besedil za njeno glasbo so Svetlana Makarovič, Elza Budau, Milan Dekleva in Feri Lainšček. Sodelovala je s Celjskim plesnim orkestrom Žabe, Janom Plestenjakom, Danilom Kocjančičem, skupino Miladojka Youneed, Primožem Grašičem, Big Bandom RTV Slovenija, Steve Klink triom (včasih tudi kvartet) in Simfoničnim orkestrom RTV.
Bila je ena od slovenskih ambasadorjev evropskega leta boja proti revščini 2010.

## Mladost
Rodila se je v revni kmečki družini s Fale v občini Ruše. Kot priučena delavka je v tovarni v Rušah delala devet let. Starši njene odločitve za glasbo niso podpirali.

## Petje
Njene vzornice so bile Billie Holiday, Ella Fitzgerald, Sarah Vaughan, Dinah Washington, Nancy Wilson in Etta Jones. Kasneje je izrazila občudovanje nad Joni Mitchell.
Leta 1986 jo je trobentač David Jarh, ki je takrat študiral jazz na Akademiji v Gradcu, spoznal z glasbeniki v Gradcu in Ljubljani.  Pri 27. letih je spoznala Nina de Gleria. Takrat se je iz Maribora preselila v Ljubljano in začela peti v jazzovskih klubih. Nastopala je tudi v ljubljanski diskoteki Turist. Tehniko petja je najprej izpopolnjevala pri prof. Bredi Brkič, nato v Ljubljani pri prof. Nadi Žgur in nazadnje še pri prof. Jasni Spiller. Eno leto je delala kot natakarica v Mestni galeriji, potem pa je srečala Vincija Voguea Anžlovarja. Posodila je glas glavni igralki v filmu Babica gre na jug (pesem All of You, ki sta jo napisala režiser filma in Milko Lazar). Tudi člane namišljenega ansambla so v filmu igrali ljudje, ki niso izvajali slišane glasbe.
Najraje je pela balade, pri srcu ji je bila tudi improvizacija. Bila je ena od glasbenih gostov na prvi kaseti Jana Plestenjaka. Na začetku je nastopala z Markom Bohom (klaviature), Blažem Jurjevičem (bas kitara), Matevžem Smerkolom (kontrabas) in Markom Juvanom (bobni). Sodelovala je tudi z Davidom Jarhom. Kasneje jo je spremljal Steve Klink trio (Steve Klink (klavir in klaviature), Žiga Golob (kontrabas) in Kruno Levačić (bobni)). Nastopila je na koncertih ob 80. obletnici Mojmirja Sepeta in Jureta Robežnika.

### O albumih

#### Kako je lep ta svetin glasba iz filmaBabica gre na jug(1992)
Snemala je prevod nekaterih jazz standardov v slovenščino poleti leta 1993 na Tivolskem gradu pred občinstvom.

#### Ne, ne, ker se ne sme(1995)
Vsebuje poslovenjene jazzovske standarde. Je koncertna plošča, ki jo ima Žnidaričeva za polomijo.

#### Hold My Hand(1995)
Posnet je bil leta 1995 v Studiu Tivoli. Sodelovali so nemški kontrabasist Henning Gailing, Steve Klink in irski bobnar Darren Beckett. Vsebuje jazzovske standarde in tekste v angleščini. Producent je bil Janez Križaj.

#### Škrat sanjavec(1993)
Besedila je napisal Feri Lainšček, glasbo v zvrsti jazza in rocka z latinoameriškim pridihom, ki je slikala posamezne teme in značaje živali, pa Nino de Gleria. Bil je označen za enega redkih glasbenih izdelkov za otroke poleg pesmi Svetlane Makarovič, ki ni diletantski in nedopustno bebav.

#### Pobarvanka(1998)
Besedila je prispeval Feri Lainšček, glasbo in aranžmaje pa Steve Klink. Nastopili so številni gostje. Posnet je bil v studiu Metro pod taktirko glasbenega producenta Janeza Križaja. Črnobele fotografije za album je posnela Neca Falk. Žnidaričeva je imela veliko težav pri pridobivanju sponzorjev za ta projekt.

#### Iskre(2000)
Besedila sta ustvarila Svetlana Makarovič in Feri Lainšček, glasbo pa je napisal Steve Klink. Pesem Ljubezen je zakleti grad je zapela z Otom Pestnerjem.

#### Preblizu, predaleč(2004)
Spremljal jo je Big Band RTV SLO pod vodstvom Milka Lazarja. Glasbeni slog je mešanica jazza in country folka. Fotografije je posnela Neca Falk, za oblikovanje je poskrbel Metod Vidic.

#### Nevidni orkester(2008)
Na njem so za glasbeno spremljavo poskrbeli Primož Grašič, Tadej Tomšič, David Jarh in Emil Spruk, člani Big Banda RTV. Prvi posnetki so nastali s triom Stevea Klinka v Kölnu.

#### Z dotikom(2018)
Na albumu so sodelovali basist Volker Heinze, bobnar Marcus Rieck in pihalec François de Ribaupierre, posnet je bil v studiu Topaz v Kölnu. Besedila so prispevali Feri Lainšček, Milan Dekleva in Elza Budau. Naslovnico je oblikoval Boštjan Pavletič, fotografije je posnel Tone Stojko.

## Zasebno
Poročena je s Steveom Klinkom, Američanom iz Iowe, ki mu pripisuje zaslugo, da kljub slabim odnosom z nekaterimi slovenskimi kolegi ni odnehala. Spoznala sta se prek Krunoslava Levačića. Oba se borita s kronično boleznijo, Mia z luskavico, Steve pa s Chronovo boleznijo. Z glasbo ni obogatela, v nekem intervjuju je povedala, da si ne more privoščiti avta.

### Življenje v Nemčiji
Pet let je živela in delala v Kölnu v Nemčiji, kjer se od ljudi, ki niso bili glasbeniki, ni čutila sprejeto. Ni smela obešati perila na balkon in puščati čevljev pred vrati, nikoli tudi niso želeli navezati stikov z njo. Bilo je veliko vožnje od kluba do kluba za majhen denar.

## Nagrade in nominacije

### Zlati petelin
- 1996
  - Jazz izvajalec (Hold my hand)
  - Jazz album (Hold my hand)
  - Album v tujem jeziku (Hold my hand)
- 1997
  - Jazz izvajalec nominacija
  - Jazz album (I wish I know how) nominacija
  - Album v tujem jeziku (I wish I know how) ft. Steve Klink trio
- 1999
  - Jazz album (Pobarvanka)

## Diskografija
- Kako lep je ta svet (Corona, 1992)
- I’ts Just Luck (Corona, 1992)
- Mia in škrat sanjavec (Škratovsko društvo Sanjale, 1993)
- Ne, ne, ker se ne sme (Corona, 1995)
- Hold My Hand (Corona, 1995) - s Triem Steva Klinka
- I Wish I Knew How (Catsrecords, 1996) - s Triem Steva Klinka
- Pobarvanka (Nika, 1998) - s Triem Steva Klinka
- Iskre (Nika, 2000)
- My Favorite Things / A si ti al nisi ti moj ljubi (Corona, 2003)
- Preblizu, predaleč (ZKP RTV Slovenija, 2004) - z Big Bandom RTV Slovenija in dirigentom Milkom Lazarjem
- Nevidni orkester (Založba Sanje, 2008)
- Love You Madly (ZKP RTV Slovenija, 2010) - z Big Bandom RTV Slovenija in dirigentom Tadejem Tomšičem
- I Like Pie, I Like Cake (US Embassy Ljubljana, 2013) - s Triem Steva Klinka
- Z dotikom (samozaložba, 2018)
- Obarvana (ZKP RTV Slovenija, 2023) - z Big Bandom RTV Slovenija in dirigentom Stevom Klinkom

| Leto | Album                                            | Skladbe |
| ---- | ------------------------------------------------ | --- |
| 2018 | Z dotikom (With Feeling)                         | - Ne vem, če veš - You Was Right - Ptica brez kril - If I Had You - I'm Gonna Lock My Heart - Po vetru čas, po času veter - Goody-Goody - Zabavaj se - Lep dan - Kako je ljubezni ime - Zrelo je žito                      |
| 2023 | Obarvana (Mia Žnidarič & Big Band RTV Slovenija) | - Na najini poti (On Our Way) - S tišino - Pobarvanka - Ne vem, če veš - Skriti ljubimci - Z očetom - Ne čakaj - Danes bom svečo prižgala - Čas - Nihče ne ve - Pena naših dni - Kako je ljubezni ime - My Favorite Things |